# Norovce
Norovce (allemand : Norowitz, hongrois : Onor) est un village de Slovaquie situé dans la région de Nitra.

## Histoire
Première mention écrite du village en 1113.

## Démographie

### Évolution de la population
| Année:               | 1994. | 2004.   | 2014.   | 2024.   |
| -------------------- | ----- | ------- | ------- | ------- |
| Nombre de personnes: | 365   | 332     | 321     | 314     |
| Différence:          |       | -9,04 % | -3,31 % | -2,18 % |

| Année:               | 2023. | 2024.   |
| -------------------- | ----- | ------- |
| Nombre de personnes: | 323   | 314     |
| Différence:          |       | -2,78 % |